# Secăria
Secăria – wieś w Rumunii, w okręgu Prahova, w gminie Secăria. W 2011 roku liczyła 1243 mieszkańców.